# Henry Balnaves
Henry Balnaves (Kirkcaldy, c. 1512 – Leith, fevereiro de 1570) foi um político escocês, Lord Justice Clerk e reformador religioso.

## Biografia
Nascido em Kirkcaldy, Fife, por volta de 1512, ele foi educado na Universidade de St Andrews e no continente, onde adotou princípios protestantes. Retornando à Escócia, continuou seus estudos jurídicos e em 1538 foi nomeado um juiz de sessão. Casou com Christian Scheves e em 1539 recebeu de herança uma pequena propriedade em Halhill, Fife, após o qual passou a ser chamado de Henry Balnaves de Halhill. Antes de 1540, ele foi nomeado para o conselho privado de Jaime V da Escócia, e era conhecido como um dos partidários a favor da aliança inglesa e de uma reforma eclesiástica. Ele também é descrito como tesoureiro de Jaime V, mas o regente Arran nomeou-o secretário no novo governo da infante Rainha Maria (janeiro de 1543).
Ele promoveu a lei permitindo a leitura da Bíblia na língua vulgar, e foi um dos comissários designados para organizar um pacto de casamento entre a pequena rainha e o futuro Eduardo VI. Em Londres, ele não foi considerado tão complacente quanto alguns dos outros comissários, e não ficou a par de todos os compromissos assumidos por seus colegas. No entanto, o Cardeal Beaton não tinha simpatia por ele, em parte por causa de seu protestantismo, e em parte por ter favorecido a aliança inglesa, e quando Arran se reconciliou com o grupo sacerdotal, Balnaves foi privado de seus cargos e preso no Castelo Blackness em novembro de 1543 até o mês de maio seguinte.
Balnaves foi libertado por ocasião da chegada da frota comandada pelo Conde de Hertford no estuário do rio Forth e, a partir de então, tornou-se um agente remunerado da causa inglesa na Escócia. Ele não participou do assassinato do Cardeal Beaton no Castelo de St. Andrews, mas foi um dos defensores mais ativos do castelo durante o subsequente cerco e foi o pagador da guarnição. Em apoio a Rough Wooing de Henrique VIII, ele redigiu um modelo de um título de garantia para os escoceses para apoiar o casamento do Príncipe Eduardo e Maria. Quando aquele castelo se rendeu aos franceses em julho, Balnaves foi levado prisioneiro para Ruão na França.
O Duque de Somerset fez esforços vãos para obter sua libertação e continuou pagando sua pensão. Balnaves se fez útil passando informações ao governo inglês, e até mesmo Maria Tudor lhe enviou uma recompensa em junho de 1554. Balnaves também se ocupou em escrever o que John Knox chama de "um confortável tratado de justificação", que foi encontrado em manuscrito na casa de John Cockburn de Ormiston pelo secretário de Knox, Richard Bannatyne, e publicado em Edimburgo, em 1584, sob o título "A Confissão de Fé".
Em agosto de 1555, Balnaves escreveu para Maria de Guise de Paris. Ela se tornara Regente da Escócia, e Balnaves se ofereceu para apoiar seu regime com um conselho legal secreto sobre as rendas da coroa. Ele expressou confiança no governo dela e mencionou que ela demonstrou bondade para com sua esposa, Christane Scheves.
Em fevereiro de 1557, Balnaves recebeu permissão para retornar à Escócia e recuperar sua propriedade. A ascensão ao trono da rainha Isabel I mudou a situação, e Maria de Guise teve razões para acusá-lo de "práticas fora da Inglaterra". Ele tomou, de fato, um papel ativo na revolta de 1559 e foi comissionado pela Congregação para solicitar a ajuda do governo inglês através de Sir Ralph Sadler em Berwick-upon-Tweed. Balnaves ficou surpreso ao encontrar o jovem conde de Arran lá. Ele chegou e saiu secretamente pelo mar da Ilha Sagrada. Isabel I escreveu para agradecer pessoalmente a Sir Ralph Sadler e Sir James Croft, capitão de Berwick, pelo seu bom e diligente serviço em receber Balnaves.
Ele também foi selecionado como um dos representantes escoceses para negociar com o Duque de Norfolk em fevereiro de 1560, preparando o Tratado de Berwick. Foi reabilitado por carta de Maria da Escócia, em maio de 1562. Em 1563, foi restaurado ao seu cargo como juiz de sessão e foi um dos nomeados pela Assembleia Geral para revisar o Livro de Disciplina. No julgamento de Bothwell pelo assassinato de Darnley em 1567, ele foi nomeado um dos quatro assessores do Conde de Argyll, o juiz-geral. Em 1568, ele e George Buchanan acompanharam o regente Moray quando ele foi a Iorque para participar da investigação dos comissários ingleses e escoceses sobre a suposta culpa da rainha Maria da Escócia nesse assassinato
Balnaves morreu em 1570 em Leith.